# 路陞
路陞（1567年—1637年），字鴻漸，号天衢，直隸真定府晋州饒陽縣人。官至南京大理寺卿。

## 生平
父亲路晔，字孟昭，号奕庵，曾任太原府通判，海州知州。年四十中舉人，次年登万历三十五年（1607）进士，三十六年知新泰县，调任阳信县知县，報最，擢户部主事，尋改吏部稽勋司主事，历任验封、考功、文选司，遷署员外郎。丰裁矯矯，人不可干。以私歸養里門，建青藜閣以造後學。起為文選司郎中，遷太常寺少卿，晋正卿，天啓四年（1624年）丁父忧去职。
崇祯十年（1637年）三月，擢为南京大理寺卿，未逾年，卒于任上。追赠为刑部侍郎。

## 墓葬
葬于河北饶阳县路同岳村西南，墓前有墓碑、石人石马等。

## 著作
著有《卷石山房文稿》。所作《题三羊墓》诗为今存最早之羊流题咏。

## 家族
曾祖路珍，詹事府録事。祖父路絅，县丞贈通判。父路晔，海州知州。母杨氏，贈安人；継母劉氏，封安人。严侍下。
無子。

## 引用
1. ↑  《明通議大夫南京大理寺卿加刑部右侍郎天衢路公墓誌銘》
2. ↑  《万历三十五年丁未科进士履历便览》：路升，天衢，诗一房，己卯九月初四日生，饶阳县人，丙午乡试十四名，会试一百二十一名，二甲七十八名，兵部政，丁未八月授新泰知县，己酉调信阳知县，壬子升户部主事，乙卯调吏部主事，本年调验封，丙辰调考功，升员外，丁巳调文选，升郎中，本年给假，壬戌起文选司，癸亥升太常寺少卿，四夷馆，乙丑升本寺卿，丙寅丁憂。曾祖珍，詹事府录事；祖䌹，赵城县丞；父晔，海州知州。